# Juan García Ábrego
Juan García Abrego (Matamoros, 13 settembre 1944) è un criminale messicano, ex capo del cartello del Golfo.

## Biografia
Inizia la carriera criminale sotto la tutela di suo zio Juan Nepomuceno Guerra, il quale era un ex capo di una dinastia di criminali che vivevano lungo il confine messicano-statunitense ora chiamato Cartello del Golfo, quindi ne è il cofondatore insieme allo zio. Inizia la sua carriera di narcotrafficante nella metà degli anni '70 esportando marijuana dal Messico in Texas, Louisiana e Florida negli Stati Uniti. All'inizio degli anni '80 incomincia anche con la cocaina.
L'esatta data di successione è sconosciuta, sebbene gli ufficiali delle forze dell'ordine ricordano l'incidente del 27 gennaio 1987 quando Tomás Morlet, ex poliziotto messicano diventa trafficante, scambiò parole dure con García Ábrego e successivamente venne ritrovato morto, colpito due volte alla schiena sulla soglia del ristorante di Guerra, il Piedras Negras.
García Ábrego è conosciuto per aver convertito il cartello, da trafficante in fornitore. Rinegoziando accordi con il Cartello di Cali, García Ábrego riuscì ad assicurare il 50% di ogni spedizione dalla Colombia come pagamento per la consegna, invece di 15.000 dollari statunitensi per chilogrammo che prima ricevevano. Il cartello ha dovuto garantire ogni spedizione dalla Colombia alla sua destinazione. Questo costrinse García Ábrega a cominciare lo stoccaggio di centinaia di tonnellate di cocaina per tutto il confine del Messico settentrionale in depositi, che gli permise di gestire una sua rete di distribuzione e di espandere la sua influenza politica.
Una volta che la cocaina attraversava il confine statunitense, la droga era destinata a San Antonio, Houston e New York, e anche ma in quantità minore a Dallas, Chicago, New Orleans, Oklahoma City, California e Arizona. Juan García Ábrego crebbe così di importanza che nel 1995 fu inserito nella lista dei 10 criminali più ricercati dell'FBI americana. Il primo narcotrafficante ad entrare in questa lista.
Fu arrestato in un ranch, fuori da Monterrey, Nuevo León il 14 gennaio 1996. Fu estradato negli Stati Uniti e condannato a 11 ergastoli per traffico di droga e riciclaggio. Il nuovo capo del Cartello del Golfo fu Osiel Cárdenas Guillén.